# Casa de Moimir
A Casa de Moimir ou Dinastia Moimirida (em latim: Moimarii, tcheco e eslovaco: Mojmírovci) foi uma dinastia que governou a Morávia no século IX e início do século X. Por um lado, é nomeado após o primeiro membro conhecido Moimir I, mas por outro lado, a forma latina do nome da dinastia é mencionada pela primeira vez em uma carta do ano 900.
Os últimos membros conhecidos presumivelmente morreram na primeira década do século X durante uma das invasões das tribos húngaras. Os desenvolvimentos da família antes de Moimir I e depois de 906 são desconhecidos.

## Membros conhecidos
| Governante   | Título   | Reinado             | Notas                                                                    |
| ------------ | -------- | ------------------- | ------------------------------------------------------------------------ |
| Moimir I     | Duque    | 820 – 846           | Primeiro conhecido governante da Morávia e possível fundador da dinastia |
| Rastislau    | Duque    | 846–870             | Sobrinho de Moimir I                                                     |
| Svatopluk I  | Duque    | 870–894             | Sobrinho de Rastislav                                                    |
| Slavomir     | Duque    | 871                 | Parente do Svatopluk I                                                   |
| Moimir II    | Duque    | 894 - depois de 901 | Filho de Svatopluk I                                                     |
| Svatopluk II | Príncipe | 894–899             | Filho de Svatopluk I                                                     |

## Membros em disputa
- Pribina
- Predeslau